# عشق خطرناک
عشق خطرناک (به هندی: Dangerous Ishhq) فیلمی محصول سال ۲۰۱۲ و به کارگردانی ویکرام بات است. در این فیلم بازیگرانی همچون کاریسما کاپور، راجنیش دوگال، جیمی شرگیل، دیویا دوتا، راوی کیشان، آریا بابار، روسلان ممتاز، گریسی سینگ ایفای نقش کرده‌اند.